# Lecidella
Lecidella Körb. (amylka) – rodzaj grzybów z rodziny misecznicowatych (Lecanoraceae). Ze względu na współżycie z glonami zaliczany jest do grupy porostów.

## Systematyka i nazewnictwo
Pozycja w klasyfikacji według Index Fungorum: Lecanoraceae, Lecanorales, Lecanoromycetidae, Lecanoromycetes, Pezizomycotina, Ascomycota, Fungi.
Synonimy nazwy naukowej: Diplophragmia Vain., Lecidellomyces E.A. Thomas, Lecideola A. Massal.
Nazwa polska według opracowania W. Fałtynowicza.

## Gatunki występujące w Polsce
- Lecidella achristotera (Nyl.) Hertel & Leuckert 1969 – amylka kryształowa
- Lecidella anomaloides (A. Massal.) Hertel & H. Kilias 1980 – amylka zwyczajna
- Lecidella asema (Nyl.) Knoph & Hertel 1990 – amylka niezgodna
- Lecidella atrosanguinea (Flörke) R. Sant. 1993 – amylka czarnoczerwona
- Lecidella bullata Körb. 1861[4]  – amylka buławkowata
- Lecidella carpathica Körb. 1861 – amylka karpacka
- Lecidella elaeochroma (Ach.) M. Choisy 1950 – amylka oliwkowa
- Lecidella flavosorediata (Vězda) Hertel & Leuckert 1969 – amylka żółtosorediowa
- Lecidella laureri (Hepp) Körb. 1855 – amylka Laurera
- Lecidella patavina (A. Massal.) Knoph & Leuckert 1990 – amylka wgłębiona
- Lecidella pulveracea (Flörke) Th. Fr. 1874[4] – amylka proszkowata
- Lecidella scabra (Taylor) Hertel & Leuckert 1969 – amylka szorstka
- Lecidella stigmatea (Ach.) Hertel & Leuckert 1969 – amylka znaczona
- Lecidella subviridis Tønsberg 1992 – amylka zieleniejąca
- Lecidella viridans (Flot.) Körb. 1855 – amylka zielonkawa
- Lecidella wulfenii (Ach.) Körb. 1861 – amylka Wulfena

Nazwy naukowe na podstawie Index Fungorum. Nazwy polskie według checklist W. Fałtynowicza.